# The Suffragist
O The Suffragist foi um periódico semanal publicado pela União Congregacional pelo Sufrágio Feminino em 1913 para fazer avançar a causa do sufrágio feminino nos Estados Unidos. A publicação foi inicialmente concebida como um pequeno panfleto da Congressional Union (CU), uma nova afiliada da National American Woman Suffrage Association (NAWSA), que em 1917 se tornou o Partido Nacional da Mulher. O periódico evoluiu para um tabloide semanal de oito páginas quando o primeiro número foi publicado em 15 de novembro de 1913.
Iniciado por Alice Paul com Rheta Childe Dorr como sua primeira editora, seu objetivo era espalhar notícias políticas femininas e avançar movimentos em direção a uma emenda sufragista. O jornal deu a seus editores um meio de se comunicarem diretamente entre si e com seus apoiadores, sem a mídia convencional. Em seus seis anos, a publicação desempenhou um papel importante no sucesso final do movimento sufragista.
O The Suffragist registrou protestos e prisões em notícias e editoriais. Que, junto com cartuns políticos, ilustrações, fotografias, ensaios e poemas, serviram como mecanismos de ativismo no jornal. A capa de cada edição geralmente apresentava um cartum que ocupava a página inteira, a maioria desenhada pela artista Nina E. Allender. Allender apresentou uma nova imagem da sufragista como jovem e fisicamente bela, além de corajosa e inteligente. A terceira página do The Suffragist apresentava o texto da proposta Décima Nona Emenda à Constituição dos Estados Unidos, a emenda que proibiria a negação do direito ao voto com base no sexo, e pelo menos um editorial.
Em 1917, quando o Partido Nacional da Mulher começou a fazer protestos em frente à Casa Branca e suas participantes foram presas, o jornal serviu como uma luz para os leitores sobre o tratamento que elas recebiam na prisão. Em 1914, Alice Paul e Lucy Burns eram as editoras, e mais tarde em 1917 Edith Houghton Hooker se tornou a editora oficial.
O periódico parou de ser publicado quando a 19° Emenda foi aprovada, que garantiu a nível nacional o direito das mulheres ao voto. Após a aprovação dessa emenda em 1919, a publicação voltou pelo nome de Equal Rights, a revista oficial do Partido Nacional da Mulher de 1923 até 1954. A revista teve um papel semelhante ao do The Suffragist. Entretanto, o principal foco passou a ser especificamente a aprovação da Emenda dos Direitos Iguais e outros projetos de lei que afetavam as mulheres, incluindo legislação trabalhista de proteção, questões de nacionalidade e serviço de júri.

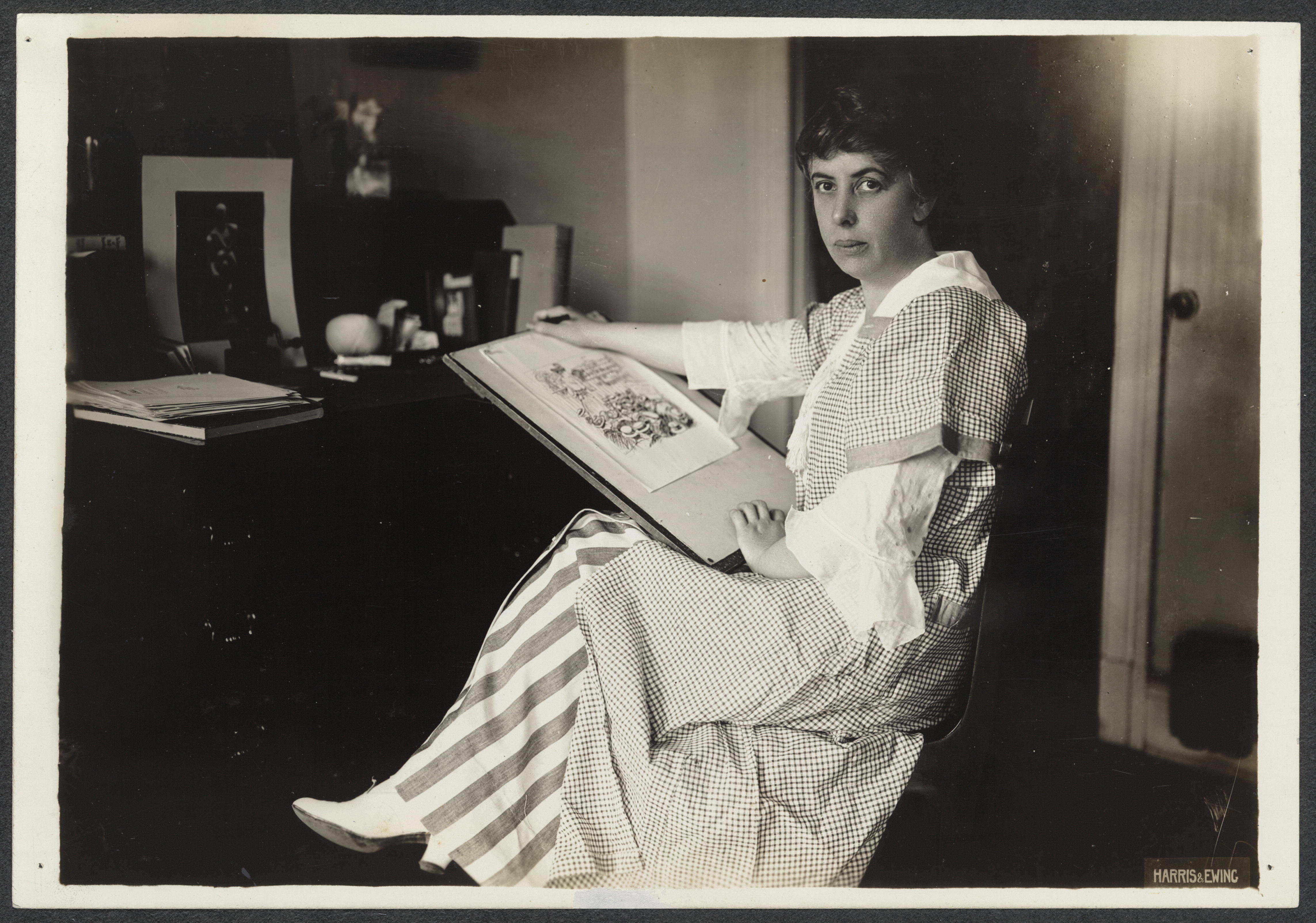
Nina Allender, cartunista do The Suffragist.
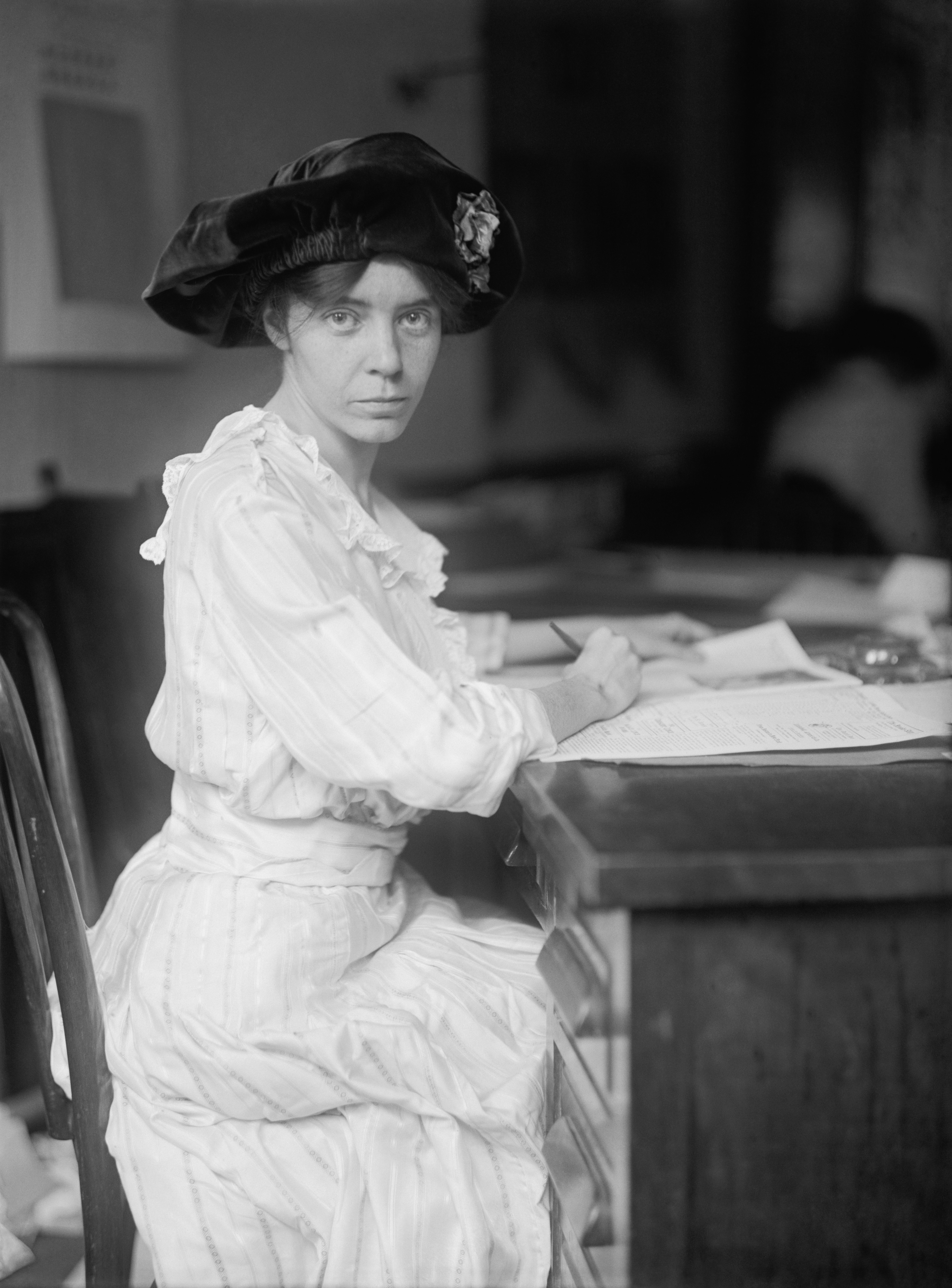
Alice Paul, fundadora do The Suffragist.
Rheta Childe Dorr, primeira editora do The Suffragist.
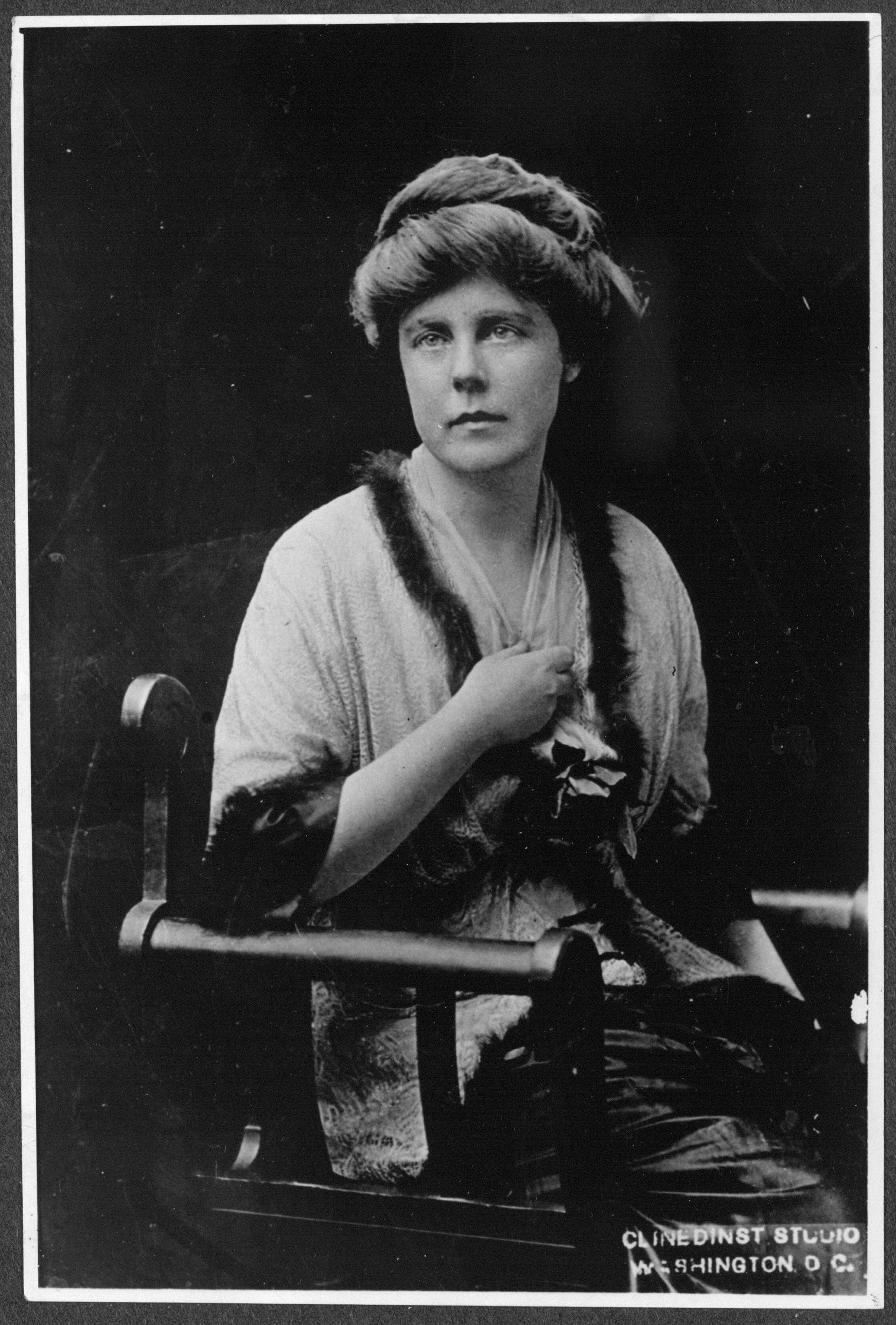
Lucy Burns, editora do The Suffragist.
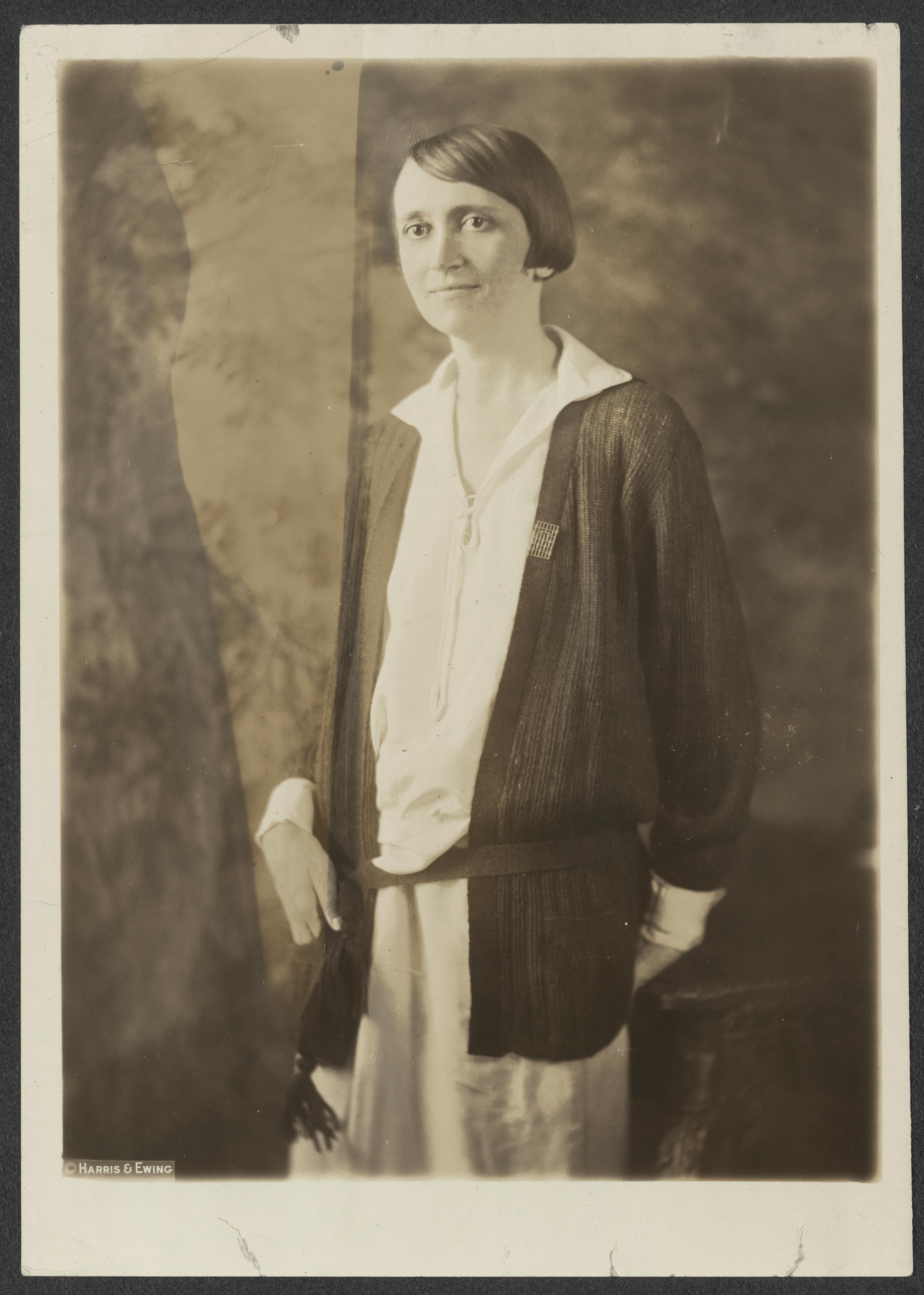
Sue Shelton White, editora do The Suffragist